# Hotel Zacisze
Hotel Zacisze (tytuł oryginalny: Fawlty Towers) – brytyjski sitcom, stworzony przez Johna Cleese’a – jednego z członków grupy Monty Pythona.

## Fabuła
Akcja dzieje się w podmiejskim hotelu w Torquay i ukazuje zabawne perypetie właściciela Basila Fawlty’ego (John Cleese), jego żony Sybil i służby. Basil jest egoistycznym, złośliwym i ironicznym człowiekiem. Denerwuje go ciągle żona przez swoje gadanie, dużą samodzielność w życiu i tym że jej pomysły na rozwiązanie różnych problemów są zawsze lepsze, jednak nie jest w stanie postawić się jej. Nie trawi także wielu gości, którzy w jego mniemaniu są prostakami. Marzy, by klientami byli ludzie znaczący. Gdy wydaje mu się, że takowy przybył, przyjmuje i obsługuje go z pompą; pozostałych, zależnie od nastroju. Innym zmartwieniem jest kelner Manuel - imigrant z Hiszpanii tęskniący za domem. Kiepsko zna angielski, tylko pokojówka hotelu trochę mówi po hiszpańsku. Manuel ma bardzo dobre intencje i stara się uczyć języka, jednak często przekręca znaczenia wyrazów. Często nie rozumie poleceń, przez to Basil go bije. Hotelem zajmuje się głównie pokojówka Polly (w tej roli ówczesna żona Cleese’a i współautorka scenariusza – Connie Booth), naprawia pomyłki oraz niezręczności Basila. Tylko jej państwo Fawlty jako tako ufają. Jest uznawany przez wielu za najlepszy brytyjski serial, zajął pierwsze miejsce na liście BFI TV 100.

## Obsada
John Cleese – Basil Fawlty
Prunella Scales – Sybil Fawlty
Andrew Sachs – Manuel
Connie Booth – Polly
Ballard Berkeley – Major Gowen

### Wersja polska
Wersja polska – Studio Opracowań Filmów w Warszawie
Reżyseria – Izabella Falewiczowa
Dialogi – Elżbieta Łopatniukowa
obsada:
Wojciech Pokora – Basil Fawlty
Anna Seniuk – Sybil Fawlty
oraz:
Henryk Talar
Gabriela Kownacka

## Spis odcinków

### Seria pierwsza (1975)
- Odcinek 1 – Śmietanka towarzyska
- Odcinek 2 – Budowlańcy
- Odcinek 3 – Przyjęcie weselne
- Odcinek 4 – Inspektorzy hotelowi
- Odcinek 5 – Wieczorek smakosza
- Odcinek 6 – Goście z Niemiec

### Seria druga (1979)
- Odcinek 7 – Problemy z komunikacją
- Odcinek 8 – Psychiatra
- Odcinek 9 – Sałatka Waldorf
- Odcinek 10 – Trup i śledzie
- Odcinek 11 – Rocznica
- Odcinek 12 – Szczurek Basil

## Dodatkowe informacje i ciekawostki
- Bezpośrednią inspiracją do stworzenia serialu był Donald Sinclair, były oficer Royal Navy i właściciel hotelu Gleneagles w Torquay, w którym grupa Monty Python przebywała przez kilka tygodni na początku lat 70. Podczas ich pobytu Sinclair był bardzo niegrzeczny wobec gości, m.in. kąśliwie krytykował "niebrytyjską" etykietę stołową Amerykanina Terry'ego Gilliama czy też wyrzucił przez okno walizkę Erika Idle'a w przekonaniu, że znajduje się w niej tykająca bomba, którą okazał się być budzik. Po wyjeździe pozostałych członków grupy Cleese i Booth postanowili zostać jeszcze trochę w hotelu aby poobserwować maniery właściciela, który ponadto był w konflikcie z personelem narzekającym na jego nieznośny styl bycia. Do hotelu Gleneagles nawiązano w 2. odcinku serialu, zaś jego autor określił Sinclaira "największym gburem jakiego w życiu spotkał".[1]
- W hiszpańskiej wersji językowej postać kreowana przez Andrew Sachsa to Włoch imieniem Paolo.
- Drogowskaz do tytułowego hotelu (Fawlty Towers) pojawia się w czołówce 11 z 12 odcinków, lecz (z wyjątkiem 1. odcinka) litery na nim są poprzestawiane: 1. Fawlty Towers, 2. Fawlty Tower, 3. Fawty Tower, 4. Fawty Toer, 5. Warty Towels, 6. brak, 7. Fawlty Tower, 8. Watery Fowls, 9. Flay Otters, 10. Fatty Owls, 11. Flowery Twats, 12. Farty Towels.